# ناتالي جلنكريان
ناتالي كركور جلنكريان (من مواليد 12 أبريل 1986) هي مدربة كرة قدم لبنانية ولاعبة كرة قدم وكرة قدم الصالات سابقاً، مثلت لبنان دولياً في كل من كرة القدم وكرة الصالات.

## مهنة النادي
لعبت كرة القدم وكرة الصالات لفريق الشباب العربي في عام 2012، ونجوم الرياضة في عام 2017، وذوق مصبح في عام 2018. وتلعب في أكاديمية بيروت منذ عام 2018.

## مهنة دولية
لعبت مع منتخب لبنان في كأس العرب للسيدات 2010، والتصفيات المؤهلة لكأس آسيا للسيدات 2014. كما مثلت المنتخب الوطني لكرة الصالات في بطولة آسيا لكرة الصالات للسيدات 2018.

## مهنة التدريب
كانت أخصائية العلاج الطبيعي في المنتخب الوطني للسيدات تحت 15 عامًا في بطولة اتحاد غرب آسيا لكرة القدم للفتيات تحت 15 سنة 2018. وفي أغسطس 2018، عُيّنت كمدربة حراس مرمى وأخصائية علاج طبيعي في أكاديمية بيروت. في عام 2019، عملت كأخصائية العلاج الطبيعي في المنتخب الوطني للسيدات تحت 18 عامًا.

## روابط خارجية
- ناتالي جلنكريان على موقع أف آي لبنان (FA Lebanon)